# Vivus temporis
Vivus temporis était un groupe de medieval rock ou plus précisément de musique médiévale folklorique. Il avait plutôt une influence sur les groupes du premier genre que d'avoir participé soi-même à ce mouvement. Il venait de Leipzig en Allemagne. Le groupe en tant que tel a joué des chansons acoustiques sans chants d'une manière acoustique, souvent des chansons de danse très rapide et rythmiques. Sur leur dernier CD, le groupe a tenté quelques expérimentations vers la musique électronique. Le groupe a été fondé en 1999 et a mis une fin à ses activités en 2006. Les anciens membres Picus von Dorbin et Dschieses von Haagesteyff ont adhéré au groupe Schelmish en 2007, Yanishar s'est joint au groupe Blendwerk.

## Membres du groupe
- Hieronnymus von Sahlis - cornemuses, chalemies, bouzoukis irlandais
- Yanishar - cornemuses, nyckelharpa
- Picus von Corvin - flûtes, Davul, Riq, Darabouka
- Dschieses von Haagesteyff - batterie, violon

## Discographie
- Vivus temporis (2001)
- Tanzt! (2004)
- Experiment Eule (2005)